# Positive Hack Days
Positive Hack Days (PHDays) — ежегодный международный форум, посвященный вопросам информационной безопасности. Проводится Positive Technologies с 2011 года. PHDays собирает экспертов в IT и ИБ, представителей государства и бизнеса, студентов и школьников. В рамках форума проходят доклады и мастер-классы по актуальным темам ИБ, а также киберучения The Standoff, практические конкурсы по анализу защищенности промышленных систем управления, банковских сервисов, мобильной связи и веб-приложений.
Форум PHDays сравним по своему составу и контенту с такими мероприятиями, как Black Hat, Defcon и Source. Среди обсуждаемых на форуме тем — безопасность государства и личности в кибернетическом мире, атаки нулевого дня, расследование инцидентов, кибервойна, криптография.
Мероприятие проходит в Москве в мае. Участие платное, бесплатные билеты получают победители соревнований среди белых хакеров, а также студенты вузов, участвующих в образовательной программе Positive Education. Докладчики выступают на русском и английском языках.

## PHDays 2011 — Мы их или они нас?
Первый форум прошёл 19 мая 2011 года в московском клубе «Молодая гвардия».

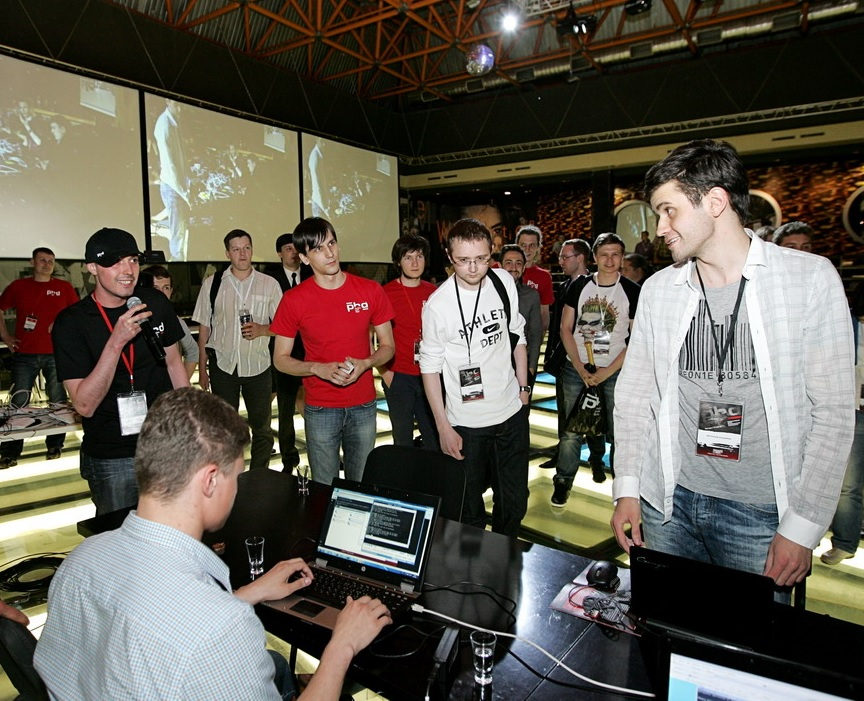
Участники PHDays 2011

Тематика докладов и мастер-классов — госрегулирование информационной безопасности в России, безопасность банковских систем дистанционного обслуживания, организация защищенной связи по VoIP, обеспечение сохранности данных в облаке и безопасность систем виртуализации. Ключевым докладчиком мероприятия стал Дмитрий Скляров.
В рамках форума состоялось соревнование специалистов по информационной безопасности по схеме Capture the Flag: в нем приняли участие команды из нескольких стран, победила американская команда PPP. Помимо этого, прошли конкурсы по взлому, в рамках одного из них участники обнаружили уязвимость нулевого дня в браузере Safari для Windows.
В мероприятии приняли участие докладчики «Лаборатории Касперского», «Россельхозбанка», ОАО «Вымпелком», ОАО «Ростелеком», Cisco Systems, Leta IT-Company, Positive Technologies, PwC. За один день мероприятие посетило около 500 человек.

## PHDays 2012 — Future Now

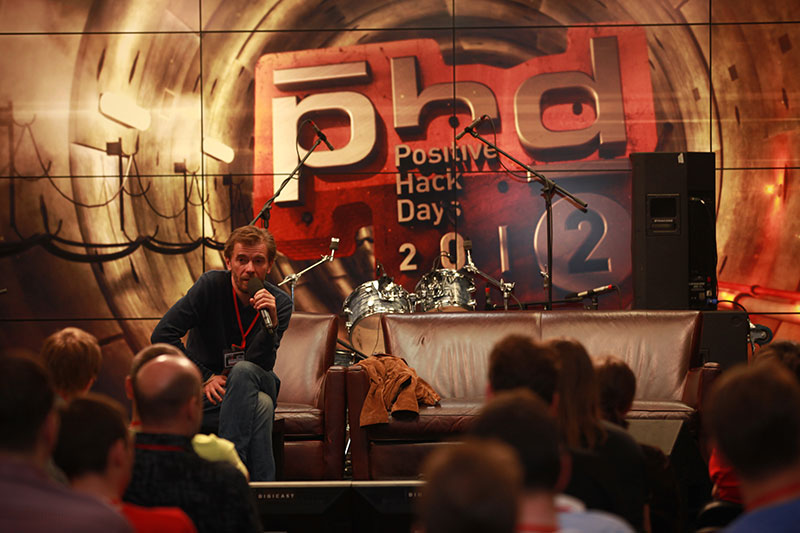
Алексей Андреев на PHDays 2012

Второй по счету форум прошел 30—31 мая 2012 года в центре новых технологий Digital October. Наряду с шестью потоками выступлений и мастер-классов специалистов по информационной безопасности снова состоялись соревнования CTF и проводились тематические конкурсы. Темы конференции были разделены на технические (эксплуатация радиопомех, парольная защита, безопасность телеком-операторов, использование утилиты sqlmap) и деловые (банковская безопасность, утечки данных госучреждений, поиск ИБ-специалистов).
Ключевыми докладчиками конференции стали американский криптограф, автор книги «Прикладная криптография» Брюс Шнайер, представитель созданной при участии ООН организации IMPACT (Международное многостороннее партнерство против киберугроз) Датук Мохд Нур Амин, а также создатель утилиты для взлома паролей John the Ripper Александр Песляк, известный как Solar Designer.
Среди значимых событий — демонстрация во время одного из конкурсов уязвимостей нулевого дня в Windows XP и FreeBSD 8.3, соревнование по перехвату управления летающим дроном, взлом iPhone 4S через популярное приложение Office Plus и конкурс по анализу защищенности систем ДБО.
Впервые состоялся конкурс научных работ молодых учёных Young School. За два дня в работе конференции приняли участие 2000 человек.

## PHDays III — По обе стороны баррикад

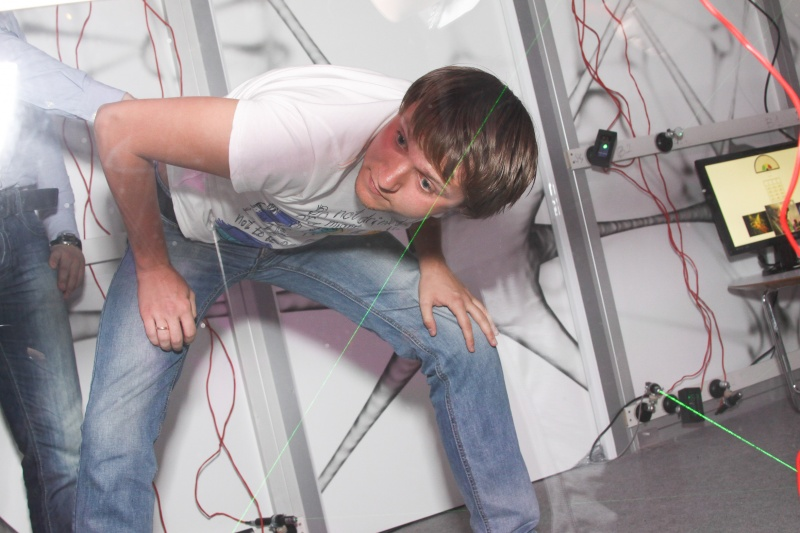
Прохождение лазерного поля

Третий форум состоялся 23—24 мая в Центре международной торговли. Его главными темами были защита промышленных систем (АСУ ТП), безопасность веб- и мобильных приложений, противодействие взлому банковских систем, развитие взаимодействия государства, исследователей и информационного общества. Ключевым докладчиком стал создатель проектов Hydra, Amap и SuSEfirewall, основатель хакерского сообщества The Hacker’s Choice Марк Хойзе (van Hauser).
Среди значимых событий конференции — доклад группы исследователей SCADA StrangeLove, посвященный безопасности ПО Siemens семейства SIMATIC, мастер-класс по взлому банкомата и мастер-класс экспертов ассоциации TOOOL по недеструктивному вскрытию замков. Был представлен макет железной дороги, управляемой реальными промышленными системами, безопасность которых должны были исследовать участники специального конкурса, и полоса препятствий, состоящая из нескольких комнат, оборудованных датчиками слежения и лазерным полем.
Кроме того, среди участников команды PPP был известный хакер Джордж Хотц (geohot), который сумел первым снять блокировку с iPhone, что позволило использовать его с другими операторами связи, помимо AT&T. Хотц также победил в конкурсе «Наливайка», во время которого участники должны взламывать веб-приложения, постоянно выпивая горячительный напиток.
В конкурсе по анализу защищенности систем дистанционного банковского обслуживания (ДБО) «Большой Ку$h» победил студент из Самары Анатолий Катюшин под ником heartless: он взломал систему ДБО и похитил 4,9 тысячи рублей.
В дискуссии, посвященной вопросам привлечения специалистов по информационной безопасности к работе в рамках закона, принял участие российский политик Владимир Жириновский.
Всего на мероприятии побывали более 2000 человек.
Осенью 2013 года вышел документальный фильм, посвященный подготовке организаторов к форуму.

## PHDays IV — IT Gazes You

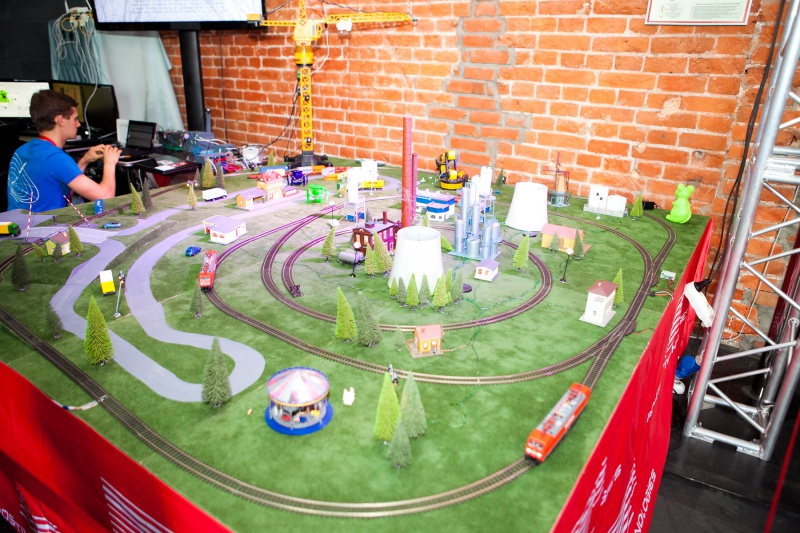
Макет железной дороги, подключенный к реальным SCADA-системам и контроллерам

Мероприятие состоялось 21—22 мая 2014 года в Digital October. Основными темами форума стали кибервойны, интернет вещей, защита промышленных систем и критически важных объектов, безопасность систем дистанционного банковского обслуживания и регулирование отрасли информационной безопасности.
В ходе конкурса по анализу защищенности промышленных систем Алиса Шевченко обнаружила уязвимости нулевого дня в системе промышленной автоматизации Indusoft Web Studio 7.1. Среди ключевых событий также — проведение соревнования по анализу защищенности систем «умного дома», обсуждение безопасности телекоммуникационных предприятий и недостатков «умных» электросетей (smart grid). Кроме того, во время проведения тематических конкурсов по информационной безопасности участникам удалось вывести деньги с виртуальных счетов в системе ДБО, специально созданной для соревнования и содержащей типичные уязвимости банковских систем.
В мероприятии приняли участие около 2500 человек из 18 стран мира.

## PHDays V — «Точка сингулярности»
Мероприятие состоялось 26-27 мая 2015 года в Центре международной торговли. Основными темами стали безопасность критически важных информационных систем, противодействие мошенничеству, киберпреступность и расследование инцидентов.
Особенностью этого форума стал новый формат соревнований CTF. По легенде командам необходимо было действовать в вымышленном государстве со своими корпорациями, банками, биржами, СМИ, инфраструктурой. Команды, играющие роль хакеров, должны были участвовать в соревнованиях и выполнять задания с целью заработка: например, взлом инфраструктуры энергокомпании, чьи акции торгуются на бирже, давал преимущество инсайдерам.
В рамках форума состоялся конкурс по взлому настоящей электрической подстанции, построенной по стандарту IEC 61850. За время соревнования участникам удалось шесть раз осуществить временное разрушение конкурсной информационной инфраструктуры, дважды у них получилось организовать несанкционированное отключение потребителей от электросети и однажды была обнаружена уязвимость нулевого дня.
Также в рамках PHDays V состоялся конкурс инвестфонда Almaz Capital для выявления фотомонтажа. В нем победила команда проекта SMTDP Tech. Призовой фонд составил 1,5 млн рублей.
Мероприятие посетили более 3500 человек.

## PHDays VI — «Противостояние»
Мероприятие состоялось 17-18 мая 2016 года в Центре международной торговли. Среди тем мероприятия были защита облачных вычислений и виртуальной инфраструктуры, бизнес-приложений и ERP-систем, противодействие атакам нулевого дня, защита от DDoS-атак, безопасность АСУ ТП (SCADA) и сетей связи.
Основной идеей всего форума стало противостояние атакующих и защитников: в рамках хакерских конкурсов организаторы перешли от решения упражнений к двусторонней игре, которая представляла из себя противостояние команд атаки (условных хакеров) и команд защиты (сотрудников SOC) на полигоне с моделью города (City F).
В рамках одного из соревнований электрическую подстанцию смог взломать московский школьник.
За два дня форум посетили 4200 человек.

## PHDays VII — «Враг внутри»
Местом проведения форума стал Центр международной торговли, мероприятие продлилось два дня — 23 и 24 мая 2017 года. Ключевыми темами седьмого PHDays были интернет вещей, комбинация IoT и SCADA, разработка продуктов ИБ, принципы безопасной разработки SSDL.
Главным конкурсом форума стал The Standoff («Противостояние»). В распоряжении участников был полигон с моделью мегаполиса, в котором помимо офисов, телеком-операторов, железной дороги, ТЭЦ и прочих объектов находилось множество IoT-устройств.
На форуме выступил экс-сотрудник АНБ и NASA Патрик Уордл с техническим обзором нового вредоносного ПО для macOS; сотрудники Positive Technologies Кирилл Пузанков, Сергей Машуков, Павел Новиков рассказали о небезопасности сотовых сетей; Андрей Масалович — о способах взлома популярных сайтов и систем с помощью ботов.
Число участников PHDays достигло 5000 человек.

## PHDays 8 — Digital Bet
Форум, состоявшийся 15 и 16 мая 2018 года в ЦМТ, был посвящен обсуждению роли государства и регуляторов в цифровизации экономики, диджитализации финансовых технологий, безопасности критической информационной инфраструктуры, мерам по снижению рисков и контролю ИБ, методам и средствам обеспечения физической безопасности.
Одними из докладчиков на PHDays 8 стали автор дизассемблера IDA Pro и декомпилятора Hex-Rays Ильфак Гильфанов и исследователь ИБ в SI6 Networks Фернандо Гонт.
Состоялось соревнование The Standoff между командами атакующих, защитников и SOC (security operations centers). Битва развернулась в городе, вся экономика которого основывалась на цифровых технология. Игровой полигон представлял собой эмуляцию городской инфраструктуры. Конкурс завершился ничьей.
Помимо этого, прошел и ряд других хакерских соревнований: участники взламывали камеры видеонаблюдения, умные электросчетчики, системы ДБО. Сюжет о форуме вышел на американском канале ABC News.
Впервые в рамках PHDays прошел Positive Hard Days — музыкальный фестиваль IT-компаний с участием шести групп.
На мероприятии побывали более 5000 человек.

## PHDays 9 — Breaking the Constant
В рамках форума 21 и 22 мая 2019 года в международном выставочном центре «Крокус Экспо» состоялось более 100 выступлений и мастер-классов от российских и зарубежных экспертов по информационной безопасности и представителей ИТ-бизнеса. Ключевым докладчиком стал немецкий исследователь безопасности Карстен Ноль. Помимо этого, на площадке проходили конкурсы по взлому и защите информации, включая кибербитву между атакующими и защитниками The Standoff.
Лучшие атакующие команды PHDays 9 получили приглашение на финал соревнований в рамках конференции HITB+ CyberWeek в Абу-Даби, которая состоялась 12-17 октября 2019 года.
Впервые на форуме при поддержке ФинЦЕРТ (Банк России) и Школы программирования CODDY прошел детский трек The Standoff Kids, в рамках которого юные гости в возрасте от 8 до 13 лет знакомились с азами киберграмотности, информационной и финансовой безопасности.
Во второй день форума состоялся финал фестиваля музыкальных групп из IT-компаний Positive Wave. Победителем стал коллектив Raev Clan, а приз зрительских симпатий достался группе Of Titans and Men.
Девятый форум Positive Hack Days собрал более 8000 участников.

## The Standoff
В 2020 году из-за пандемии коронавируса PHDays был отменен. Однако в ноябре этого года организаторы выделили The Standoff («Противостояние» — киберучения в рамках PHDays) в отдельное мероприятие, вокруг которого прошла онлайн-конференция. Основной идеей мероприятия стало цифровое моделирование угроз. Для этого макет виртуального города с системами управления, которые встречаются на реальных электроподстанциях, нефтеперерабатывающих предприятиях и в инфраструктуре современных городов, был расширен и превращен в киберполигон.

## PHDays 10 — «Начало»
PHDays 10 состоялся 20 и 21 мая 2021 года в ЦМТ, был посвящен всплеску цифровизации в условиях пандемии и необходимости переоценки модели кибербезопасности. В пленарной сессии форума принял участие министр цифрового развития, связи и массовых коммуникаций Российской Федерации Максут Шадаев.
Задача атакующих в кибербитве The Standoff в этот раз заключалась в том, чтобы реализовать недопустимые события, то есть такие конкретные опасные для каждого предприятия события, которые приводят к неприемлемым для него последствиям. Например, нужно было остановить подачу газа, отключить электричество или устроить аварию на железной дороге. На киберполигоне было реализовано 33 уникальных недопустимых события — 54 % от общего числа событий, заложенных в программу кибербитвы. Всего жюри приняло 84 отчета об успешно выполненных заданиях от команд атакующих.
Площадку PHDays 10 посетили 2500 человек.

## PHDays 11 — INdependence
Основной темой PHDays 11, который прошел 18 и 19 мая 2022 года в ЦМТ, стал вопрос независимости от импорта в сфере информационной безопасности и сохранение цифрового суверенитета. В программу вошли около 100 докладов, секций и круглых столов, на которых выступили более 250 спикеров. На форуме была презентована платформа The Standoff 365 Bug Bounty, состоялись мероприятия, посвященные инвестициям в кибербезопасность, традиционные конкурсы, творческие фестивали Positive Wave и HackerToon, а также финал первого Всероссийского конкурса проектов open source для школьников и студентов и состязание по похищению NFT.
Эфирную студию с прямой трансляцией посетили более 100 гостей, в числе которых министр цифрового развития, связи и массовых коммуникаций Российской Федерации Максут Шадаев и официальный представитель МИД России Мария Захарова.
Зрители и участники кибербитвы The Standoff стали свидетелями эффекта бабочки: они увидели, как реализация недопустимого события в одной отрасли экономики может повлиять на другие.
PHDays 11 стал самым посещаемым мероприятием в своей истории: на площадке форума в ЦМТ побывали 8700 человек.

## Особенности
Помимо технических докладов, мастер классов, конкурсов и дискуссий по вопросам регулирования IТ-отрасли и развития бизнеса, особенностью PHDays является наличие большого количества активностей, направленных на создания открытой «киберпанковской» атмосферы.
На закрытии форума в разные годы выступали такие известные рок-группы, как «Смысловые галлюцинации», «Несчастный случай», «Ундервуд». В 2014 году ночь между двумя днями мероприятия была посвящена просмотру фильмов в жанре «киберпанк», а во время перерыва между докладами состоялось аудиошоу «Модель для сборки».
В 2018 году культурная программа PHDays пополнилась музыкальным фестивалем Positive Hard Days.
В 2019 году в состав жюри конкурса (уже под названием Positive Wave) вошел лидер «Смысловых галлюцинаций» Сергей Бобунец, а также музыкальный продюсер и обозреватель газеты «Коммерсантъ» Борис Барабанов.
В 2022 году в финале Positive Wave на PHDays 11 приняли участие шесть команд. Победителем стала группа The Serious Men («СИБУР Диджитал»), получившая в качестве приза чек на 100 тысяч рублей и обучение для всех своих участников в школе Musical Wave.

## Упоминания в СМИ
- Бизнес без опасности: Крупные мероприятия по информационной безопасности на 2019 год // Блог Алексея Лукацкого «Бизнес без опасности», 14.01.2019
- PHDays 2014: хакеры взломали систему интернет-банкинга // 3DNews, 23.05.2014
- Основной элемент. Цифровая эпидемия // Телеканал «Россия», 24.09.2013
- Геохот в Москве // iphones.ru 27.05.2013
- В Москве прошел форум по практической информационной безопасности PHDays III: итоги // Cnews.ru, 29.05.13
- Forum Helps Hackers to Obey Law // The Moscow Times, 27.05.2013
- Баталии белых хакеров // Телеканал Вести.ру, 31.05.2012